# Rodrigo Vega
Rodrigo Nelson Vega Rodríguez (San Fernando, Chile, 4 de noviembre de 1956 -), es un pintor chileno.

## Vida
Estudió en la Facultad de Artes de la Universidad de Chile entre 1981 y 1984.
Ha sido profesor de diversas universidades chilenas, entre ellas la Universidad de Chile, Universidad Católica, Universidad Andrés Bello y Universidad del Desarrollo. 
En diseño teatral ha trabajado para la Compañía Teatro La Memoria (dirigida por Alfredo Castro) obras como "La manzana de Adán", 1990; "Historia de la sangre", 1992; "Los días tuertos", 1993; "Hombres obscuros", "Pies de mármol", 1995; "Patas de perro", 2000 y "Mano de Obra", 2003, y el Teatro de la Universidad de Chile.
Su obra pictórica ha sido expuesta en los principales centros artísticos de su país, como el Museo Nacional de Bellas Artes, y en diversos museos y galerías del mundo, en lugares como Nueva York, Milán, Berlín, Madrid, Londres, París, La Paz y Buenos Aires. Fundó en Santiago la Academia de Pintura el Íris.

### Premios y distinciones
- 1985 Beca Galería de Arte Actual, Santiago, Chile.
- 1988 Beca Amigos del Arte, Santiago, Chile.
- 1992 FONDEC, Ministerio de Educación, Santiago, Chile.
- 1994 Mención Honrosa, Primer Concurso Trienal de Arte Museo Vivo, Centro de Extensión Universidad Católica de Chile, Santiago, Chile.
- 1996 Gran Premio Ciudad de Temuco, Primera Bienal de Pintura de Temuco, Chile.
- 1999 Medalla Eduardo Chicharro de Pintura. 66 Salón de Otoño, Centro Cultural Casa de Vacas, Madrid, España.
- 2000 Primer Premio. Colmenar de Oreja. XIV Certamen Nacional de Pintura Ulpiano Checa, Madrid, España.
- 2003 FONDART, Ministerio de Educación, Santiago, Chile.1985 Beca Galería de Arte Actual, Santiago, Chile.[1]